# Gran Premi del Jurat (Festival de Venècia)

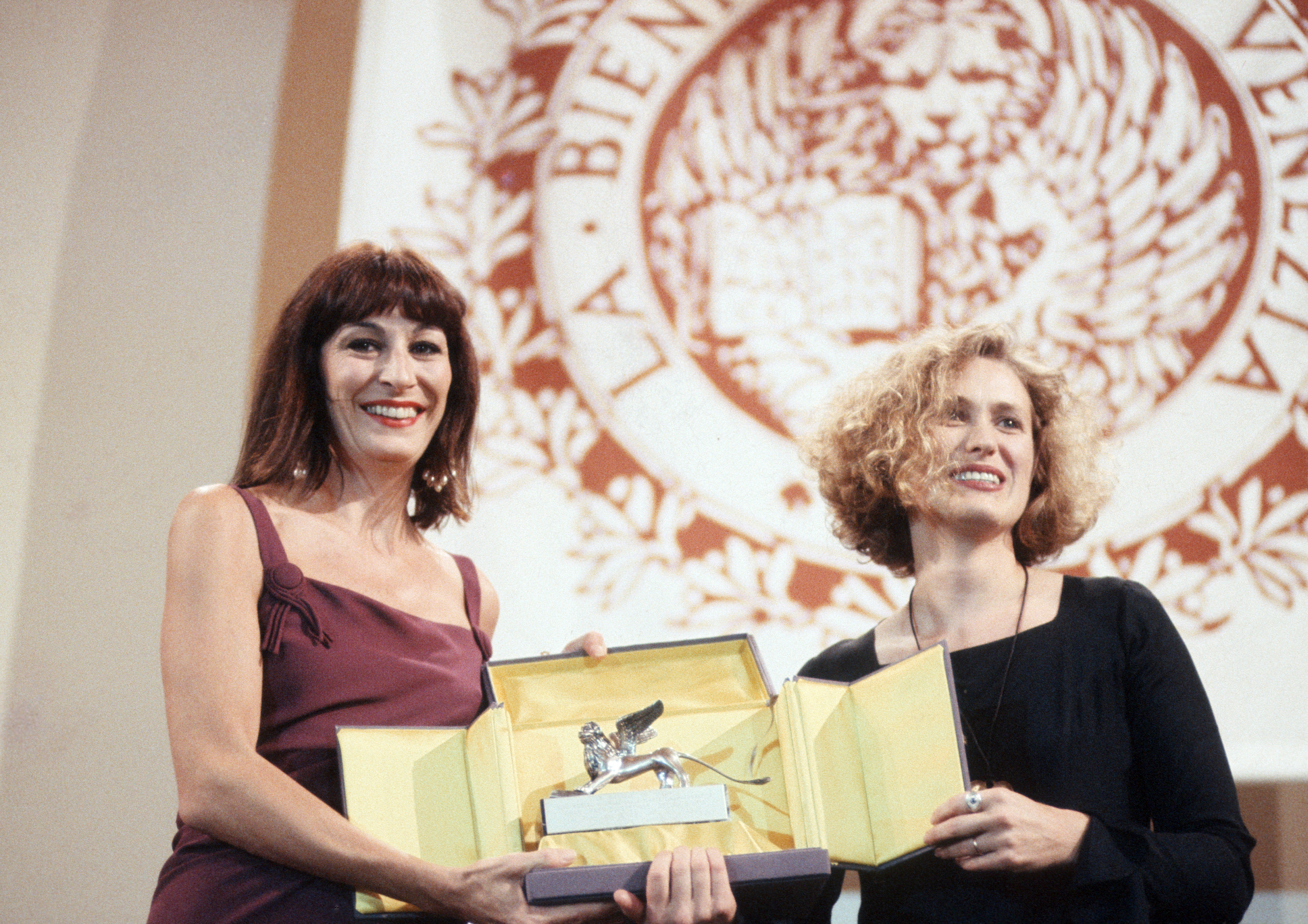
Jane Campion rebent el Gran Premi del Jurat per la seva pel·lícula An angel at my table.

El Gran Premi del Jurat o Lleó d'Argent pel Gran Premi del Jurat  (Leone d'argento - Gran premio della giuria) és un premi atorgat en el Festival Internacional de Cinema de Venècia des de 1951.
El Gran Premi del Jurat (Premio speciale della giuria) és, després del "Lleó d'Or", i juntament amb el Lleó d'Argent a la millor direcció, un dels més importants de la Mostra de Venècia.
| Any             | Pel·lícula                                               | Director                           | País                           |
| --------------- | -------------------------------------------------------- | ---------------------------------- | ------------------------------ |
| 1951 (12a)      | A Streetcar Named Desire                                 | Elia Kazan                         | Estats Units                   |
| 1952 (13a)      | Mandy                                                    | Alexander Mackendrick              | Regne Unit                     |
| 1953-1957       | No es va atorgar                                         | No es va atorgar                   | No es va atorgar               |
| 1958 (19a)      | Les Amants                                               | Louis Malle                        | França                         |
| 1958 (19a)      | La sfida                                                 | Francesco Rosi                     | Itàlia                         |
| 1959 (20a)      | Ansiktet                                                 | Ingmar Bergman                     | Suècia                         |
| Dècada del 1960 |                                                          |                                    |                                |
| 1960 (21a)      | Rocco e i suoi fratelli                                  | Luchino Visconti                   | Itàlia                         |
| 1961 (22a)      | Myr Vchodjashchcemu                                      | Aleksandr i Vladimir Naumov        | Unió Soviètica                 |
| 1962 (23a)      | Vivre sa vie                                             | Jean-Luc Godard                    | França                         |
| 1963 (24a)      | Le feu follet                                            | Louis Malle                        | França                         |
| 1963 (24a)      | Vstuplijenije                                            | Igor Talankin                      | Unió Soviètica                 |
| 1964 (25a)      | L'evangeli segons sant Mateu (Il Vangelo secondo Matteo) | Pier Paolo Pasolini                | Itàlia                         |
| 1964 (25a)      | Gamlet                                                   | Grigori Kózintsev i Ióssif Xapiro  | Unió Soviètica                 |
| 1965 (26a)      | Simón del desierto                                       | Luis Buñuel                        | Mèxic                          |
| 1965 (26a)      | Mne Dvadcat' let                                         | Marlen Khutsiev                    | Unió Soviètica                 |
| 1965 (26a)      | Modiga Mindre Män                                        | Leif Krantz                        | Suècia                         |
| 1966 (27a)      | Chappaqua                                                | Conrad Rooks                       | Estats Units                   |
| 1966 (27a)      | Abschied von gestern                                     | Alexander Kluge                    | RFA                            |
| 1967 (28a)      | La Xina és a prop (La Cina è vicina)                     | Marco Bellocchio                   | Itàlia                         |
| 1967 (28a)      | La chinoise                                              | Jean-Luc Godard                    | França                         |
| 1968 (29a)      | Nostra Signora dei Turchi                                | Carmelo Bene                       | Itàlia                         |
| 1968 (29a)      | Le Socrate                                               | Robert La Poujade                  | França                         |
| 1969-1980 (37a) | No es va atorgar                                         | No es va atorgar                   | No es va atorgar               |
| Dècada del 1980 |                                                          |                                    |                                |
| 1981 (38a)      | Sogni d'oro                                              | Nanni Moretti                      | Itàlia                         |
| 1981 (38a)      | Eles não usam black tie                                  | Leon Hirszman                      | Brasil                         |
| 1982 (39a)      | Imperativ                                                | Krzysztof Zanussi                  | RFA                            |
| 1983 (40a)      | Biguefarre                                               | Georges Rouquier                   | França                         |
| 1984 (41a)      | Le favoris de la lune                                    | Otar Iosseliani                    | França                         |
| 1985 (42a)      | El exilio de Gardel (Tangos)                             | Fernando E. Solanas                | Argentina                      |
| 1986 (43a)      | Cuzaja, belaja i rjaboj                                  | Sergei Solov'ëv                    | Unió Soviètica                 |
| 1986 (43a)      | Storia d'amore                                           | Francesco Maselli                  | Itàlia                         |
| 1987 (44a)      | Hip hip hurra!                                           | Kjell Grede                        | Suècia/ Dinamarca/ Noruega     |
| 1988 (45a)      | Camp de Thiaroye                                         | Ousmane Sembène i Thierno Faty Sow | Senegal                        |
| 1989 (46a)      | Et la lumière fut                                        | Otar Iosseliani                    | França/ RFA                    |
| Dècada del 1990 |                                                          |                                    |                                |
| 1990 (47a)      | An Angel at My Table                                     | Jane Campion                       | Nova Zelanda                   |
| 1991 (48a)      | A divina comédia                                         | Manoel de Oliveira                 | França/ Portugal               |
| 1992 (49a)      | Morte di un matematico napoletano                        | Mario Martone                      | Itàlia                         |
| 1993 (50a)      | Bubby, el noi dolent (Bad Boy Bubby)                     | Rolf De Heer                       | Austràlia                      |
| 1994 (51a)      | Natural Born Killers                                     | Oliver Stone                       | Estats Units                   |
| 1995 (52a)      | La comédia de Deus                                       | João César Monteiro                | Portugal                       |
| 1995 (52a)      | L'home de les estrelles (L'uomo delle stelle)            | Giuseppe Tornatore                 | Itàlia                         |
| 1996 (53a)      | Brigands, chapitre VII                                   | Otar Iosseliani                    | França/ Rússia/ Itàlia/ Suïssa |
| 1997 (54a)      | Ovosodo                                                  | Paolo Virzì                        | Itàlia                         |
| 1998 (55a)      | Terminus Paradis                                         | Lucian Pintilie                    | França/ Romania                |
| 1999 (56a)      | Bad ma ra khahad bord                                    | Abbas Kiarostami                   | França/ Iran                   |
| Dècada del 2000 |                                                          |                                    |                                |
| 2000 (57a)      | Before Night Falls                                       | Julian Schnabel                    | Estats Units                   |
| 2001 (58a)      | Hundstage                                                | Ulrich Seidl                       | Àustria                        |
| 2002 (59a)      | Dom Durakov - La maison des fous                         | Andrei Kontxalovski                | França/ Rússia                 |
| 2003 (60a)      | Le cerf-volant                                           | Randa Chahal Sabbag                | Líban                          |
| 2004 (61a)      | Mar adentro                                              | Alejandro Amenábar                 | Espanya                        |
| 2005 (62a)      | Mary                                                     | Abel Ferrara                       | Estats Units                   |
| 2006 (63a)      | Daratt                                                   | Mahamat-Saleh Haroun               | Txad/ França/ Bèlgica/ Àustria |
| 2007 (64a)      | I'm Not There                                            | Todd Haynes                        | Estats Units                   |
| 2007 (64a)      | La Graine et le Mulet                                    | Abdellatif Kechiche                | França                         |
| 2008 (65a)      | Teza                                                     | Haile Gerima                       | Etiòpia/ França/ Alemanya      |
| 2009 (66a)      | Soul Kitchen                                             | Fatih Akin                         | Alemanya/ Turquia              |
| Dècada del 2010 |                                                          |                                    |                                |
| 2010 (67a)      | Essential Killing                                        | Jerzy Skolimowski                  | Polònia                        |
| 2011 (68a)      | Terraferma                                               | Emanuele Crialese                  | Itàlia                         |
| 2012 (69a)      | Paradies: Glaube                                         | Ulrich Seidl                       | Austràlia                      |
| 2013 (70a)      | Les Chiens errants                                       | Tsai Ming-liang                    | Rep. de la Xina / França       |
| 2014 (71a)      | The Look of Silence                                      | Joshua Oppenheimer                 | Dinamarca                      |
| 2015 (72a)      | Anomalisa                                                | Charlie Kaufman i Duke Johnson     | Estats Units                   |
| 2016 (73a)      | Nocturnal Animals                                        | Tom Ford                           | Estats Units                   |
| 2017 (74a)      | Foxtrot                                                  | Samuel Maoz                        | Israel                         |
| 2018 (75a)      | The Favourite                                            | Yórgos Lánthimos                   | Regne Unit                     |
| 2019 (76a)      | L'oficial i l'espia                                      | Roman Polanski                     | França, Itàlia                 |
| Dècada del 2020 |                                                          |                                    |                                |
| 2020 (77a)      | Nuevo orden                                              | Michel Franco                      | Mèxic, França                  |
| 2021 (78a)      | È stata la mano di Dio                                   | Paolo Sorrentino                   | Itàlia                         |
| 2022 (79a)      | Saint Omer                                               | Alice Diop                         | França                         |
| 2023 (80a)      | Aku wa sonzai shinai                                     | Ryusuke Hamaguchi                  | Japó                           |